# Улица Стрелниеку (Рига)
Улица Стре́лниеку (латыш. Strēlnieku iela) находится в исторической части города Риги, в так называемом «тихом центре». Начинается у парка Кронвалда, от перекрёстка улицы Элизабетес с бульваром Калпака и улицей Пулквежа Бриежа. Пролегает в северо-восточном направлении до пересечения с улицей Ханзас. На всём протяжении служит границей городских районов: чётная сторона относится к Видземскому предместью, а нечётная — к Северному району.

## История
Улица Стрелниеку возникла как дорога на городские луга (выгон) и некоторое время служила границей выгонных земель, от чего происходит одно из её прежних названий — Лугово-граничная улица (нем. Weidengrenzstrasse, латыш. Ganību Robežu iela). В 1885 году улица получила современное название (нем. Schützenstraße, рус. Стрелковая улица), поскольку начиналась от Стрелкового сада, как тогда именовался нынешний парк Кронвалда.
В марте 1940 года улица была переименована в честь латышского писателя Эдварта Вирзы, однако с приходом советской власти было восстановлено прежнее название, которое более не изменялось.
В начале XX века улица Стрелниеку была продлена до улицы Спорта и планировалось её дальнейшее продолжение по территории бывшего выгона, однако с расширением товарной станции Рига-Пречу-1 улица Стрелниеку вновь стала короче, получив современные границы. Планировавшееся продолжение улицы Стрелниеку сегодня относится к улице Сканстес.

## Транспорт
Общая длина улицы Стрелниеку составляет 647 метров. Почти на всём протяжении замощена булыжником; участок между улицами Эмиля Мелнгайля и Ханзас асфальтирован. По асфальтированному отрезку улицы движение двустороннее, по остальной части — одностороннее, в направлении от начала к концу улицы. Общественный транспорт по улице не курсирует.

## Застройка

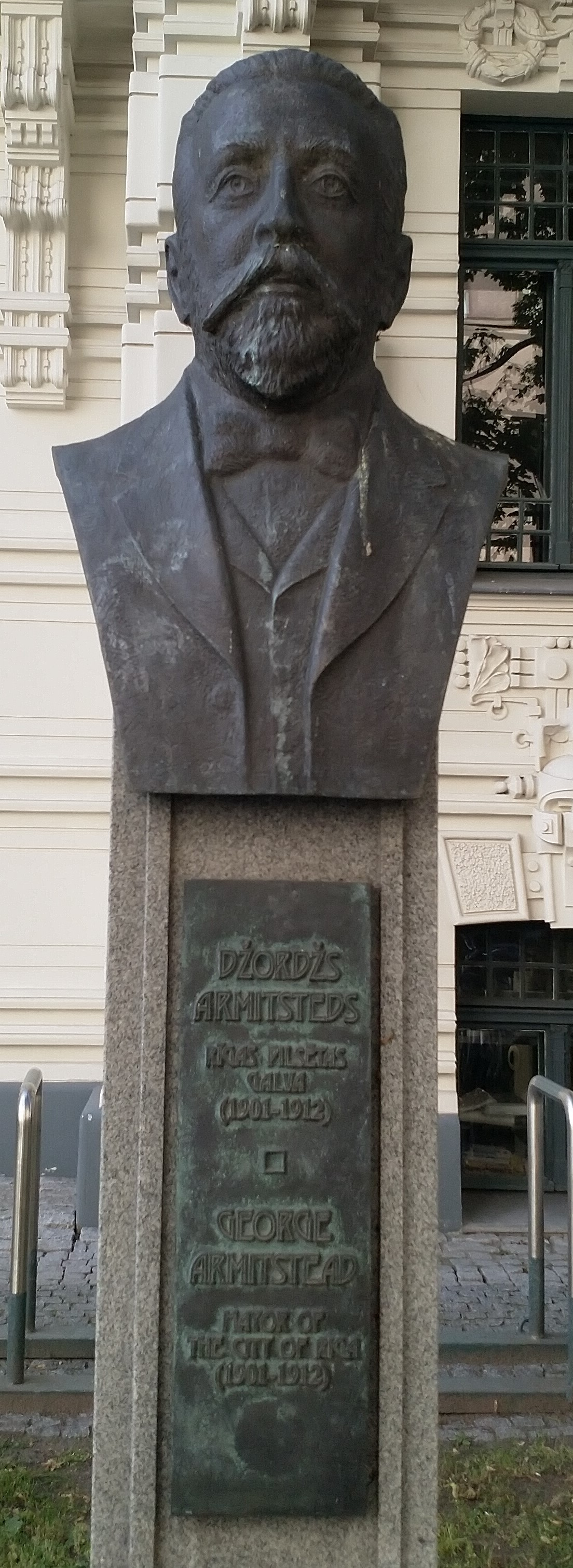
Бюст Дж. Армитстеда

- Дом № 1 — бывший доходный дом Эрнеста Поле (1910—1912, архитектор Э. Поле). Памятник архитектуры местного значения[6]. В 1904—1905 годах здесь проживал писатель М. Горький[4].
- Дом № 1а — бывший доходный дом М. Бруше (1912, архитектор М. Нукша).
- Дом № 1b — бывший доходный дом П. Юревича (1912).
- Дом № 2а — бывший доходный дом (1911, архитектор М. Нукша). Памятник архитектуры местного значения[7]. В 1945—1955 годах здесь жил Р. А. Пельше[4].
- Дом № 3 — бывший доходный дом (1929, архитектор Т. Хермановский[латыш.]).
- Дом № 4 — бывший доходный дом (1930-е гг.), памятник архитектуры местного значения[8].
- Дом № 4а — бывшая частная начальная школа С. Митусова (1905, архитектор М. О. Эйзенштейн). Является памятником архитектуры государственного значения[9]. В настоящее время в здании размещается Стокгольмская школа экономики[10]. 29 октября 2007 года перед зданием установлен бюст бывшего рижского городского головы Джорджа Армитстеда.
- Дом № 4 k-2 (корпус во дворе) — Рижская высшая юридическая школа[11].
- Дом № 5 — бывший доходный дом Иоганна Булверка (1882, архитектор Карл Иоганн Фельско).
- Дом № 6 — бывший доходный дом Э. Фишера (1902, архитектор К. Пекшенс). Памятник архитектуры местного значения[12].
- Дом № 8 — бывший манеж рижского общества наездников (клуба верховой езды «Татерсаль»). Построен в 1895—1896 (архитектор Карл Иоганн Фельско), второй этаж надстроен в 1900 (архитектор А. Ашенкампф). Памятник архитектуры местного значения[13]. В советское время использовался как Дом спорта «Динамо»[4]. В конце 2010-х годов здание реконструировано с пристройкой современного 7-этажного жилого корпуса[14].
- Дом № 11, каменный корпус — бывший доходный дом Я. Каугарса (1908—1910, архитекторы Александр Ванагс, Пауль Кампе).
- Дом № 11, деревянный корпус — бывший доходный дом (1875, архитектор Роберт Август Пфлуг).
- Дом № 13 — бывший доходный дом (1910, архитектор Э. Поле). Памятник архитектуры местного значения[15].
- Дом № 15 (корпус во дворе) — бывший доходный дом Адлера (1909, архитектор Эйжен Лаубе).
- Дом № 17 — бывший доходный дом (1908, архитектор Пауль Рибензам). Памятник архитектуры местного значения[16].
- Дом № 19 — бывший доходный дом (1897, архитектор М. О. Эйзенштейн; в 1903 построено крыло по ул. Ленчу (архитектор Янис Алкснис).

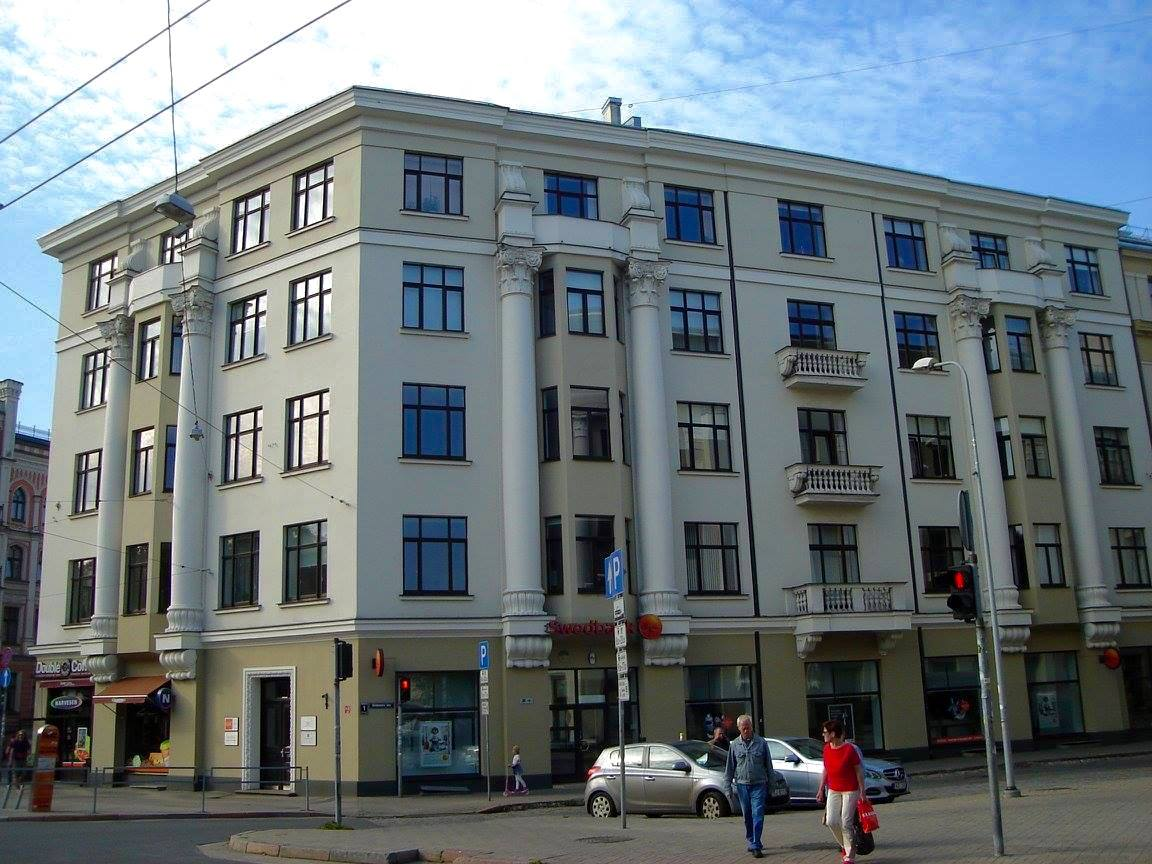
Дом № 1
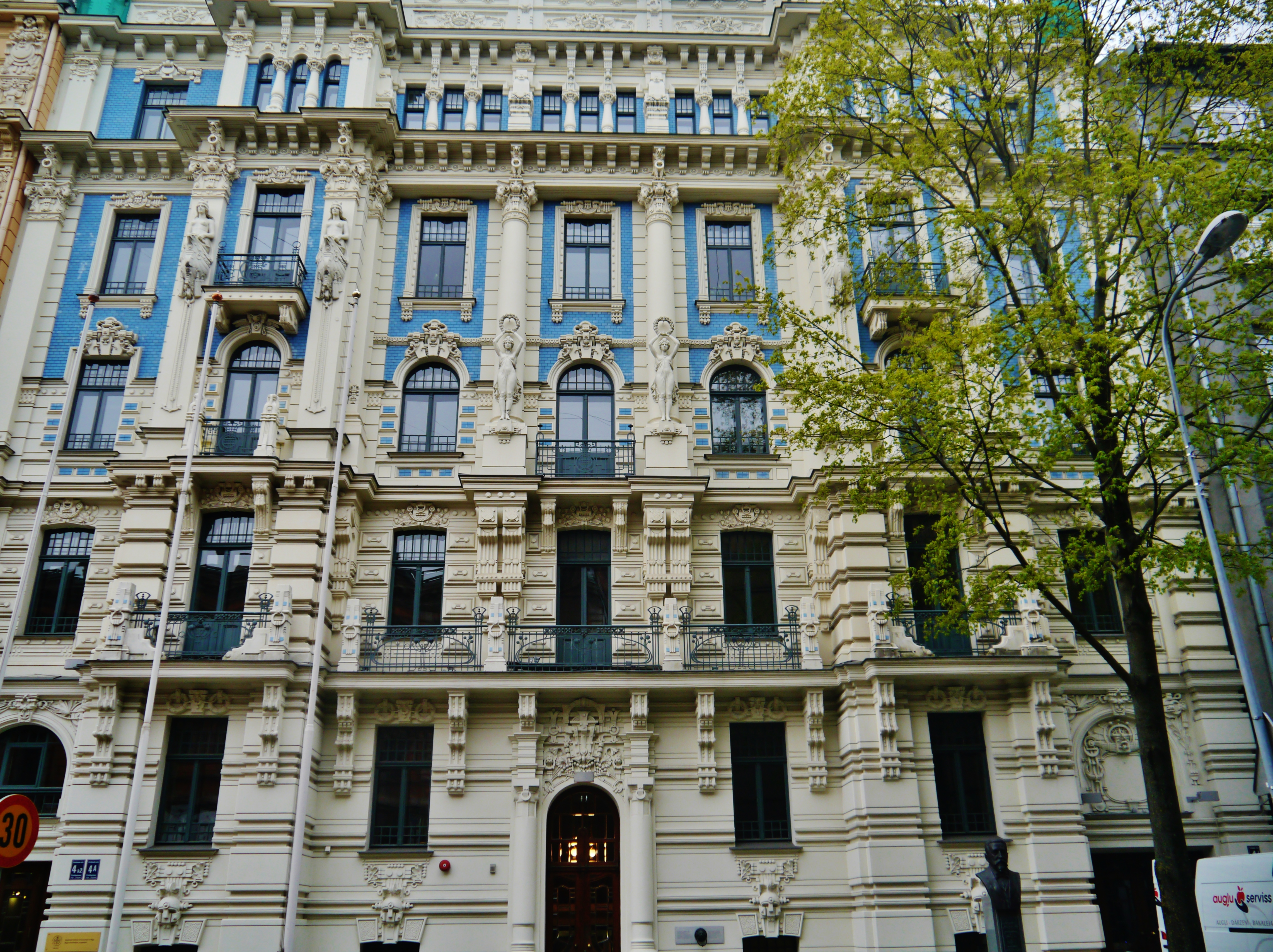
Дом № 4а
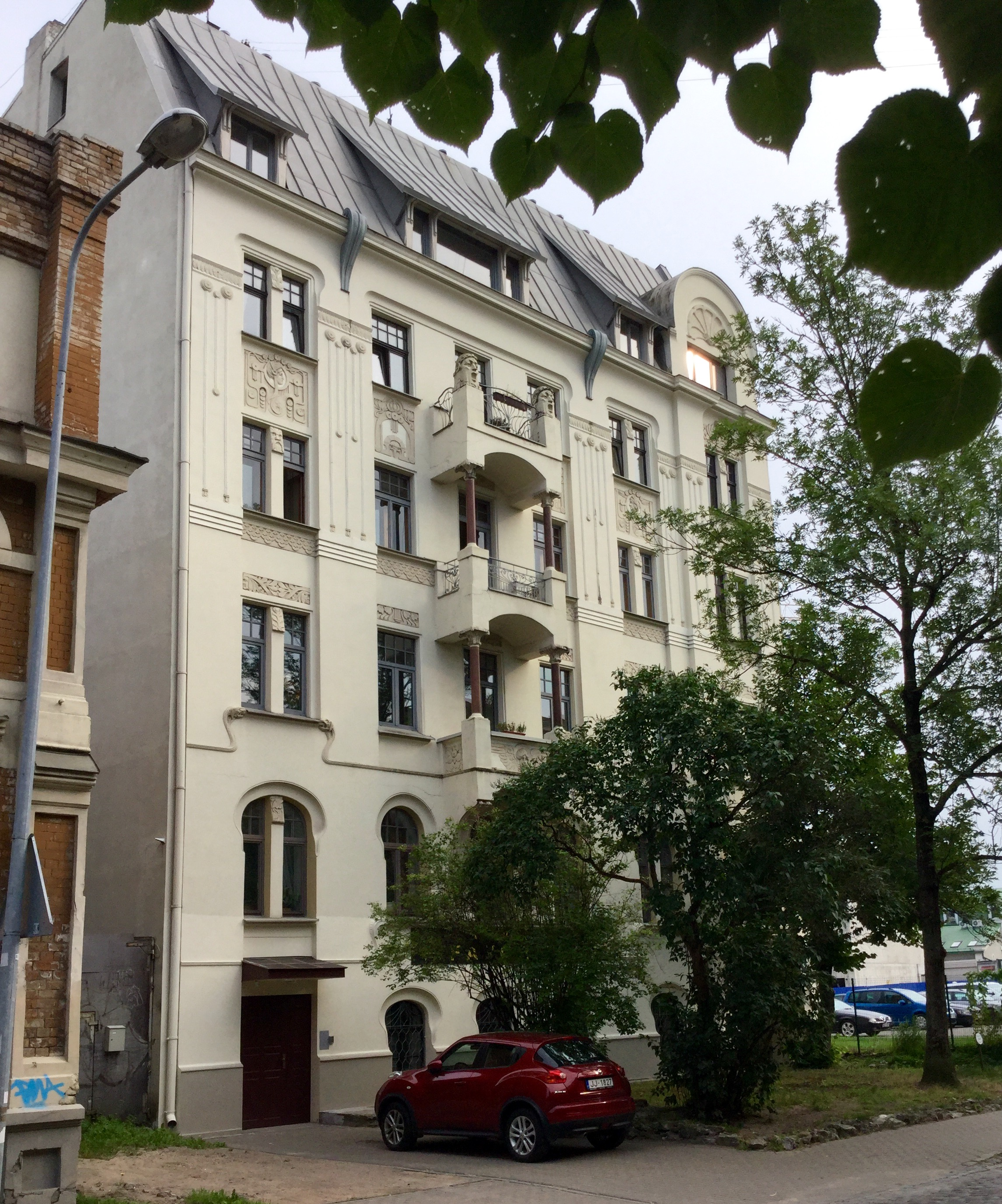
Дом № 6
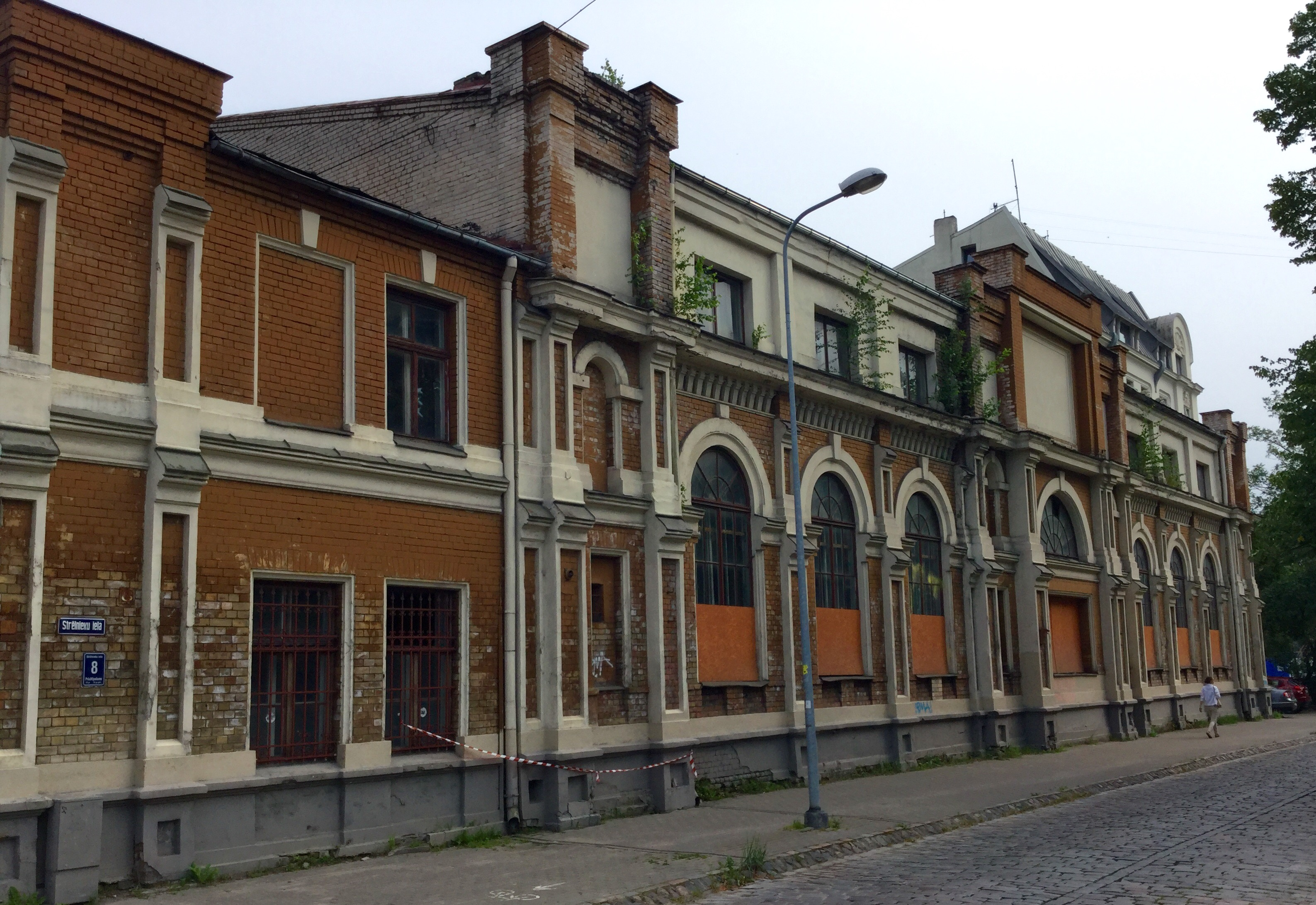
Дом № 8 до реконструкции
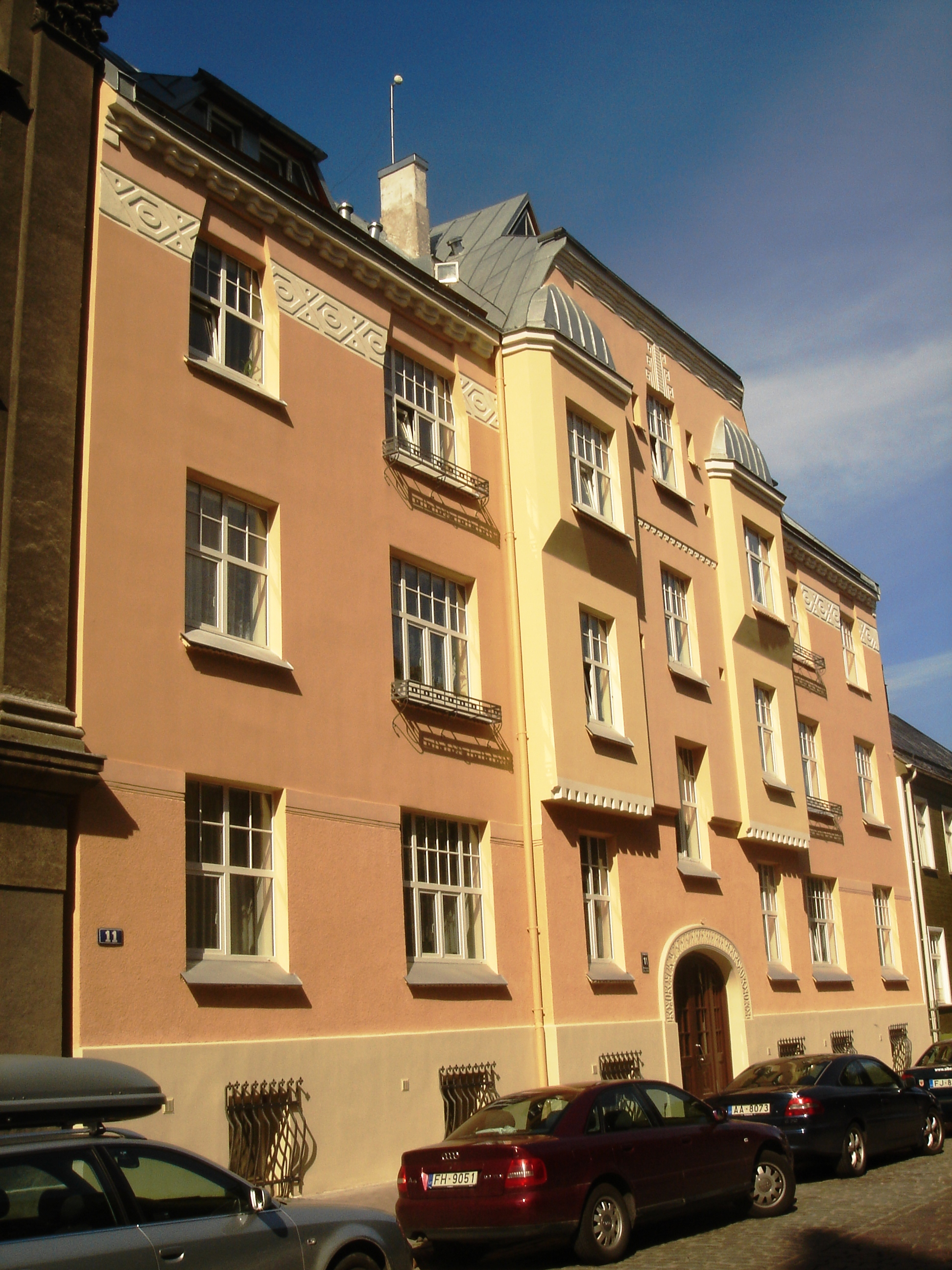
Дом № 11
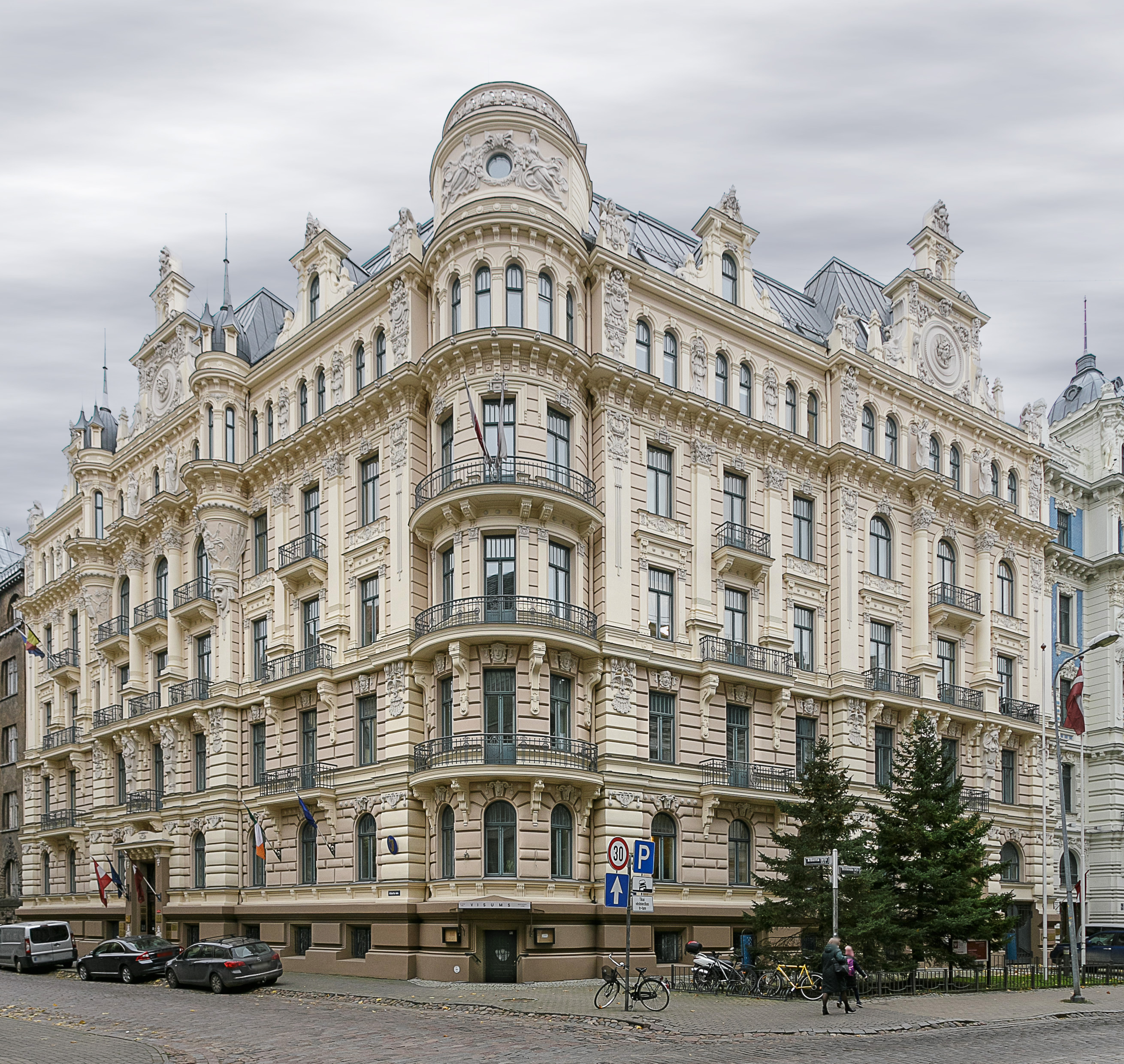
Угловой дом по ул. Алберта, 13
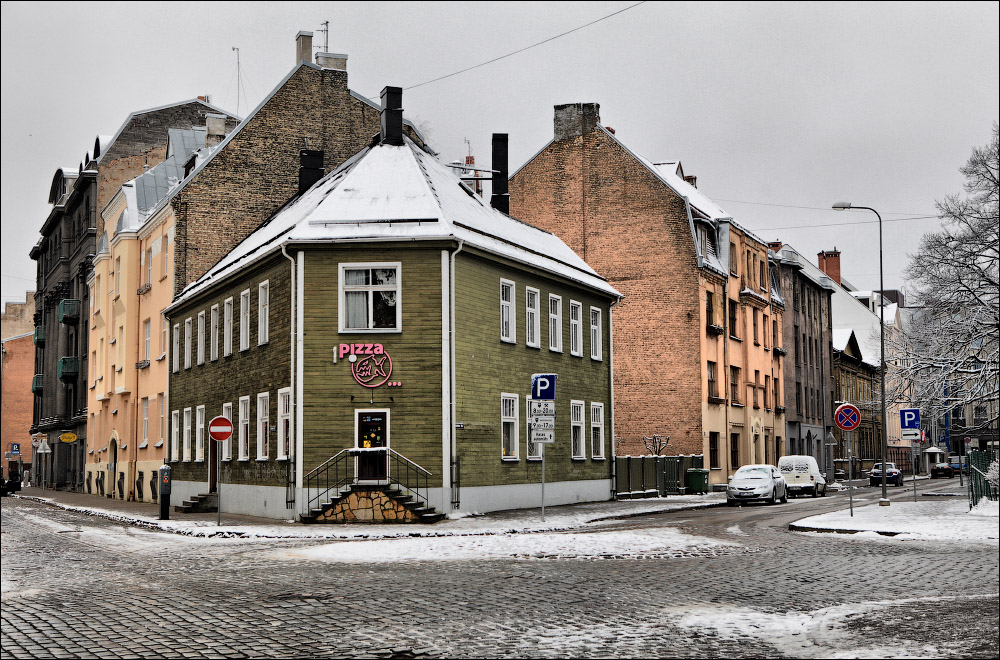
Дом № 11 (угол ул. Дзирнаву)
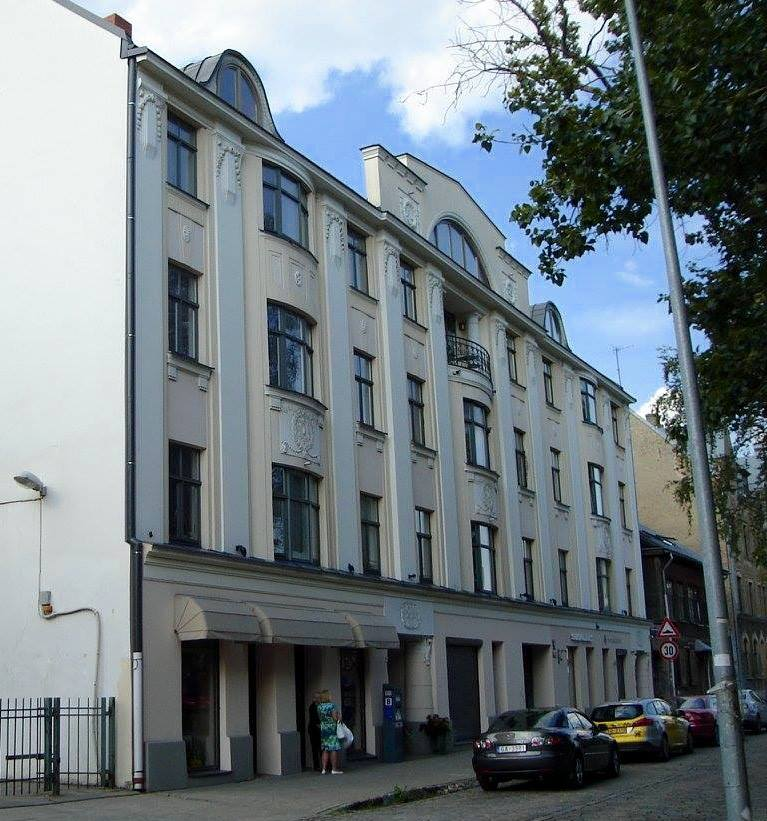
Дом № 13
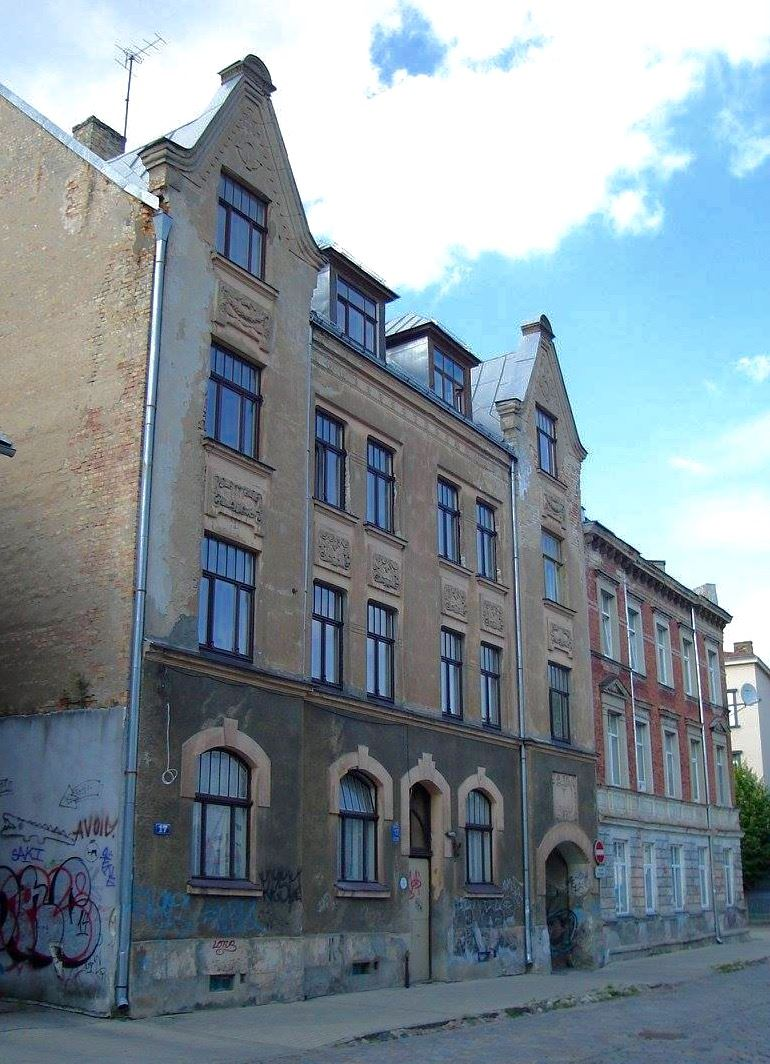
Дом № 17
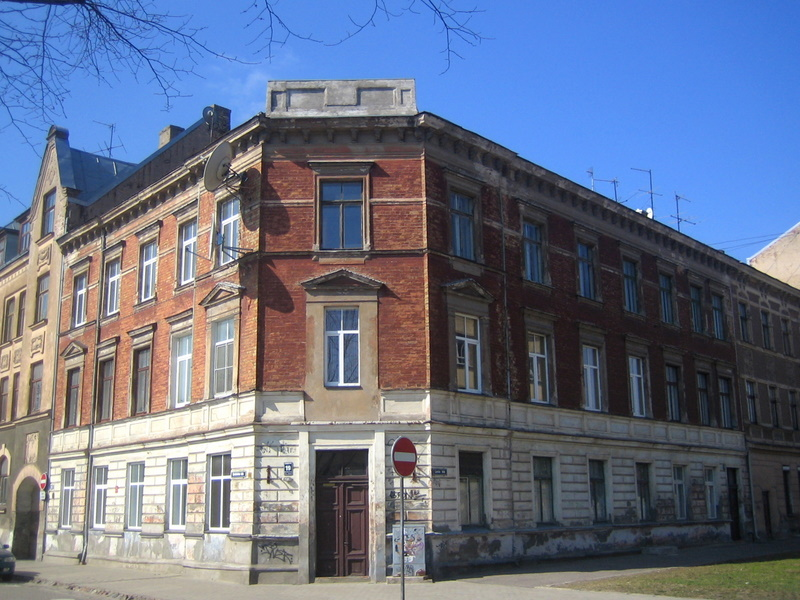
Дом № 19

## Прилегающие улицы
Улица Стрелниеку пересекается со следующими улицами:
- улица Элизабетес
- бульвар Калпака
- улица Пулквежа Бриежа
- улица Альберта
- улица Медниеку
- улица Дзирнаву
- улица Ленчу
- улица Эмиля Мелнгайля
- улица Ханзас